# Särkisaari (ö i Mellersta Finland, Jyväskylä)
Särkisaari är en ö i Finland. Den ligger i sjön Kuusjärvi och i kommunen Jyväskylä i den ekonomiska regionen  Jyväskylä ekonomiska region  och landskapet Mellersta Finland, i den södra delen av landet, 230 km norr om huvudstaden Helsingfors. Öns area är 0,2 hektar och dess största längd är 90 meter i nord-sydlig riktning.